# پشت‌دهانه
پشت‌دهانه(نام علمی: Opisthostoma) نام یک سرده از راسته حلزون‌های سرپوش‌دار زمینی است.